# Амадор, Рафаэль
Рафаэль Амадор Флорес (исп. Rafael Amador Flores; 16 февраля 1959, Тласкала-де-Хикотенкатль, Мексика — 31 июля 2018) — мексиканский футболист, защитник известный по выступлениям за клубы УНАМ Пумас и сборной Мексики. Участник Чемпионата мира 1986 года.

## Клубная карьера
Амадор — воспитанник клуба УНАМ Пумас. В 1979 году он дебютировал в мексиканской Примере. В составе команды Рафаэль дважды выиграл Кубок чемпионов КОНКАКАФ, а также Межамериканский кубок и чемпионат Мексики. За «пум» Амадор выступал на протяжении восьми сезонов. В 1987 году он перешёл в «Пуэблу» с которой выиграл Кубок Мексики. По окончании сезона Рафаэль завершил карьеру.

## Международная карьера
29 ноября 1984 года в товарищеском матче против сборной Мартиники Амадор дебютировал за сборную Мексики.
В 1986 году Феликс попал в заявку национальной команды на участие в домашнем Чемпионате мира. На турнире он сыграл в поединках против сборных Болгарии, Ирака, и ФРГ.

## Достижения
Командные
 УНАМ Пумас
- Чемпионат Мексики по футболу — 1981
- Обладатель Кубка чемпионов КОНКАКАФ — 1980
- Обладатель Кубка чемпионов КОНКАКАФ — 1982
- Обладатель Межамериканского кубка — 1980

 «Пуэбла»
- Обладатель Кубка Мексики — 1988